# Станкеево
Станкеево — деревня в Красногородском районе Псковской области России. Входит в состав Красногородской волости.

## География
Расположена в центральной части района на левом берегу реки Синяя, на северо-западной границе районного центра, посёлка Красногородск.

## Население
| 2001 | 2002 | 2010 |
| ---- | ---- | ---- |
| 124  | ↘113 | ↘91  |

Численность население деревни по оценке на начало 2001 года составляла 124 жителя.